# Síndrome das pernas inquietas
A síndrome das pernas inquietas (SPI) é uma doença crónica que causa uma vontade irresistível de mover as pernas. Os doentes geralmente referem uma sensação de desconforto não doloroso nas pernas, que melhora ligeiramente ao movê-las. Esta sensação é muitas vezes descrita como "agonia nas pernas", "comichão nos ossos", "alfinetadas", "insetos caminhando pelas pernas" ou "pernas que querem dançar sozinhas". Em alguns casos afeta também os braços. A sensação desagradável geralmente manifesta-se em repouso, o que causa perturbações de sono. Estas perturbações podem por sua vez causar sonolência diurna, falta de energia, irritabilidade e humor depressivo. Em muitos casos, a pessoa apresenta também perturbação dos movimentos periódicos dos membros.
Entre os fatores de risco para a síndrome das pernas inquietas estão a deficiência de ferro, insuficiência renal, doença de Parkinson, diabetes, artrite reumatoide e uma gravidez. A doença pode também ser espoletada por uma série de medicamentos, entre os quais antidepressivos, antipsicóticos, anti-histamínicos e bloqueadores dos canais de cálcio. Existem dois principais tipos de SPI: primário e secundário. O tipo primário tem início antes dos 45 anos, é hereditário e agrava-se ao longo do tempo. O tipo secundário tem início após os 45 anos, é de início súbito, mas não se agrava. O diagnóstico geralmente baseia-se nos sintomas após excluir outras potenciais causas.
Nos casos em que existe uma causa subjacente, o seu tratamento pode fazer com que a síndrome se resolva por si própria. Nos restantes casos, o tratamento consiste em modificações no estilo de vida e medicação. Entre as modificações no estilo de vida que podem ajudar estão deixar de consumir álcool, deixar de fumar e medidas de higiene do sono. Entre os medicamentos usados estão a levodopa ou agonistas de dopamina como o pramipexol. Estima-se que nos Estados Unidos a SPI afete entre 2,5 e 15% da população. A doença é mais comum entre mulheres e torna-se mais comum à medida que a idade avança.

## Causas

### Mecanismo da doença
A maioria da pesquisa sobre o mecanismo da doença da síndrome das pernas inquietas centrou-se sobre a influência da dopamina e do ferro. Estas hipóteses são baseadas na observação de que o ferro e o levodopa, um pro-fármaco da dopamina que possa cruzar a barreira hematoencefálica e seja metabolizado no cérebro em dopamina (assim como outros neurotransmissores de mono-amine da classe da catecolamina) podem ser usados para tratar RLS, levodopa que é uma medicina para tratar condições hipodopaminergicas (baixo dopamina) como doença de Parkinson, e igualmente em resultados da imagem latente de cérebro funcional (tal como a tomografia por emissão de positrões e a ressonância magnética), das séries de autópsia e das experiências com animais. As diferenças nos marcadores do dopamina- e os ferro-relacionados foram demonstradas igualmente no líquido cerebrospinal dos indivíduos com a sindrome. Uma conexão entre estes dois sistemas é demonstrada encontrar de baixos níveis do ferro na substancia negra de pacientes com a sindrome, embora outras áreas possam igualmente ser involvidas.

### Desordens subjacentes
A condição médica o mais geralmente associado a doença é a deficiência de ferro (especificamente ferritina do sangue abaixo de 50 µg/L ), o que aparece como causa em  20% de todas os casos da síndrome. Um estudo publicado em 2007 demonstrou que as características da doença foram observadas em 34% dos pacientes que têm a deficiência de ferro em contraste com 6% dos controlados. Inversamente, 75% dos indivíduos com sintomas da síndrome podem ter aumentado os depósitos de ferro no organismo. Outras circunstâncias associadas incluem as varizes ou o refluxo venoso, deficiência de folato, deficiência do magnésio, fibromialgia, apneia de sono, uremia, diabetes, doenças da tiroide, neuropatia, doença de Parkinson e determinadas desordens auto-imunes tais como síndrome de Sjögren, doença celíaca, e artrite reumatoide. A síndrome pode igualmente agravar-se na gravidez. Em um estudo 2007, a síndrome das pernas inquietas foi detectada em 36% dos pacientes que atendem a uma clínica de doenças da veia, comparada a 18% em um grupo de controle.
Determinados medicamentos podem causar ou agravar a síndrome, ou causá-la secundariamente, incluindo:
- alguns antieméticos (os antidopaminérgicos)
- determinados anti-histamínicos (frequentemente em medicamentos para resfriados disponíveis em farmácias)
- vários antidepressivos (triciclicos mais antigos e inibidores seletivos de recaptação de serotonina mais recentes) [20]
- antipsicóticos e determinados anticonvulsivos.
- um efeito da repercussão de drogas sedativo-hipnóticas tais como uma síndrome de abstinência de benzodiazepina, ou interrupção de tranquilizantes ou dos comprimidos de dormir.[21]
- A hipoglicemia também pode igualmente agravar os sintomas da síndrome das pernas inquietas.[22]
- A desintoxicação de opiáceos foi associada como fator causador da sindrome assim como os efeitos da abstinencia.[23]

Ambos os estágios da síndrome de pernas inquietas, tanto o preliminar quanto o secundário pode ser agravado por cirurgia de qualquer tipo; entretanto, cirurgia nas costas pode ser associada com a causa da síndrome.
Alguns peritos acreditam que a síndrome das pernas inquietas e a síndrome do movimento periódico dos membros estão associados fortemente com o transtorno do déficit de atenção com hiperatividade. A dopamina parece fatorar em condições e em medicamentos para o tratamento de ambos o que influencia os níveis de dopamina no cérebro.
A causa contra o efeito de determinadas circunstâncias e dos comportamentos observados em alguns pacientes (ex. o peso adicional, a falta do exercício, a depressão ou outras doenças mentais) não são bem conhecidos. A perda de sono devido a síndrome poderia causar as circunstâncias, ou a medicação usada para tratar uma circunstância poderia causá-la.